# Меч Эдуарда Исповедника

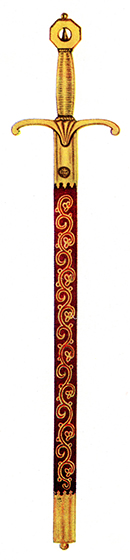

Меч Эдуарда Исповедника (англ. Edward the Confessor sword), Меч Милосердия (Sword of Mercy) или Curtana — один из церемониальных мечей, используемый при коронации британских монархов, один из элементов королевских регалий Великобритании. Обломанный тупой конец символизирует, по преданию, милосердие.

## Описание меча
Длина клинка составляет 96,5 сантиметров, рукояти — 19 сантиметров. Около 2,5 сантиметров от острия отсутствует. На лезвие нанесено инкрустированное медью клеймо «бегущий волк», которое было знаком мастеров из города Пассау в Нижней Баварии (Германия). Рукоять выполнена из железа, сверху позолочена. Ножны, изготовленные в 1821 году для коронации Георга IV, покрыты пурпурным бархатом и украшены золотой нитью.

## Легенды и исторические факты о Curtana
Церемониальный меч под именем Curtana (от лат. Curtus «короткий») впервые упоминается в царствование Генриха III в качестве одного из трёх мечей, использованных при коронации королевы Элеоноры Прованской в 1236 году. Традиция применения трёх мечей (Меч духовного правосудия, англ. Sword of Spiritual Justice, Меч мирского правосудия, англ. Sword of Temporal Justice и Меч милосердия), среди которых Curtana являлся основным, восходит ко временам Ричарда I Львиное Сердце (правил в 1189—1199 годах), хотя индивидуальное значение каждого меча со временем менялось. Примечательно, что в средние века мечей, символизирующих ту или иную сторону королевской власти, было больше, но они не сохранились, так как были отправлены на переплавку по распоряжению Оливера Кромвеля в ходе Английской революции.
По легенде этот меч Генриха III принадлежал много веков назад полумифическому герою Тристану. Предание могло возникнуть из-за его обломанного клинка, небольшой кусок которого Тристан оставил в черепе Моргольта, сражаясь с исполином. Кроме того, владение мечом под названием Curtana приписывают Ожье Датчанину, одному из паладинов императора Карла Великого. По сказаниям на нём была надпись: «Меня зовут Кортана, я той же стали и закалки, как Жуайёз и Дюрандаль». Легенда гласит, что у Ожье был сын, которого во время игры в шахматы убил сын Карла Великого. Когда Ожье в ярости пытался немедленно отомстить, явился ангел, выбил из его руки оружие, обломал остриё и воскликнул «Милосердие лучше мести!». Автор литературной обработки сюжета о Тристане и Изольде середины XIII века прямо указывает, что один из мечей Ожье Датчанина ранее принадлежал Тристану.
Согласно ещё одному преданию, этот меч в середине XI века служил личным оружием Эдуарда Исповедника — предпоследнему королю Англосаксонского периода. Некоторые исследователи датируют изготовление клинка именно этим временем, то есть он вполне мог принадлежать Эдуарду Исповеднику. Другие, однако, предполагают, что оригинал меча утрачен, а ныне существующий выполнен для коронации Карла I, правившего в 1625—1649 годах. Существует версия, что меч Эдуарда Исповедника не всегда исполнял роль Меча Милосердия, а был сначала Мечом мирского правосудия. Однако его надломленное остриё в большей степени символизировало королевскую милость, и, таким образом, с коронации Генриха VI он однозначно играл роль Меча Милосердия.

## Использование при коронации
Мечи при церемонии коронации монархов Англии (а позже Великобритании) должны символизировать авторитет короля (королевы), его ведущую роль в качестве военного лидера. Расстановка меченосцев в торжественной процессии вероятно восходит к германским воинским построениям. В разные годы при разных правителях порядок следования мечей отличительных достоинств и наименований менялся. Однако с 1399 года именно Curtana упоминается в качестве «главного меча королей Англии». При этом французский хроникёр XIV века Жан Фруассар уже в то время описывает коронацию с целым рядом подробных деталей. До её начала впереди следуют мечи духовного и светского правосудия, далее — Curtana, который завёрнут в белое полотнище, перевязанный золотыми лентами, и лишь следом корона, скипетр и держава. Символ «сокрытия» меча современные исследователи трактуют с той точки зрения, что непосредственно в этот момент коронуемая особа ещё не является полностью воплощённым государем. В процессе коронации с меча снимали материю и вручали монарху уже непокрытым.
А вот каким образом описана последовательность шествия при коронации Георга IV 19 июля 1821 года: Посох Эдуарда Исповедника — Маркиз Солсбери; Шпоры — Барон Калторп; Скипетр с крестом — Граф Морнингтон (пэр Ирландии); Меч мирского правосудия — Граф Галлоуэй (пэр Шотландии); Меч духовного правосудия — Герцог Нортумберленд; Curtana (Меч Милосердия) — Герцог Ньюкасл; Государственный меч — Герцог Дорсет; Скипетр с голубем — Герцог Ратленд; Держава — Герцог Девоншир; Корона Эдуарда Исповедника — Маркиз Англси; Патена — Епископ Глостерский; Чаша — Епископ Честерский; Библия — Епископ Или.
Как видно из описания, одним существенным изменением стало появление Государственного меча (англ. Sword of state), который позже использовался на всех церемониях. Так, например, происходило при коронации правящей королевы Елизаветы II, когда были торжественно внесены и установлены у алтаря четыре меча.

## Комментарии
1. ↑  В монографии «Королевский двор в Англии XV—XVII» под редакцией доктора исторических наук, профессора кафедры истории Средних веков СПбГУ Фёдорова С. Е. латинское название меча на русский язык не переводится.